# ليان زيمبلر
ليان زيمبلر  (بالألمانية: Liane Zimbler)‏ (31 مايو 1892، برشيروف، مورافيا – 11 نوفمبر 1987، لوس أنجلوس)، يقال أنها أول امرأة أوروبية تحصل على درجة الهندسة المعمارية، ورغم عدد من الفنلنديين، بما في ذلك سيني أورنبورغ، الذي تخرج في وقت مبكر بكثير. بعد تشغيل مشروع تجاري ناجح للغاية في فيينا، هاجرت زيمبلر إلى الولايات المتحدة في عام 1938 حيث تخصصت في مجال التصميم الداخلي.

## السيرة الذاتية
درست زيمبلر أولا الرسومات، ثم الهندسة المعمارية في كلية الفنون بفيينا. وفي نفس الوقت، عملت كرسامة ومصممة لصالون إميلي فلوغ. في 1916، تزوجت من المحامي أوتو زيمبلر وزقت معه ببنت، إيفا. في نفس العام، بدأت العمل بمصنع أثاث بامبارغر بفيينا. وفي نهاية الحرب العالمية ،الأولى انضمت إلى إستوديو التصميم روزنبرغر في فيينا كمهندسة معمارية. وفي بدايات 1920، بدأت شركتها الخاصة والمتخصصة في تحويل وتجديد وعمل التصميم الداخلي. قبل عام 1928، ونتيجة أعمالها التجارية، كانت قادرة على فتح إستوديو ثاني بمدينة براغ التي أدارتها زميلتها آني إرنهيسر. بدأت أيضا إلقاء محاضرات في فيينا أثناء مشاركتها في مؤسسات مختلفة لدعم المرأة العاملة. وتضمنت المشاريع البارزة في فيينا فيلا في سيلبرغاس، وتجديد لبنك إبروسي وعدة مشاريع التصميم الداخلي. كما شغلت منصب رئيسة مجلس إدارة الجمعية الدولية النمساوية للإسكان وحاضرة على الجوانب الاجتماعية والفنية للسكن.
في فبراير 1938، أصبحت زيمبلر أول امرأة في النمسا وتم منحها رخصة المهندس المعماري. بعد ذلك بقليل، وبفضل اتصالات مؤثرة لأوتو زيمبلر، كانت الأسرة قادرة على المغادرة إلى هولندا ولندن قبل آنشلوس في مارس. ذلك الخريف، كانوا قادرين على الهجرة إلى الولايات المتحدة. وبفضل مشاركة آدا غومبرز، زوجة الفيلسوف هاينريخ غومبرز، إستطاعت زيمبلر الإستقرار في لوس أنجلوس، حيث عملت هناك على التصميم الداخلي في مكتب أنيتا تور. بعد وفاتها هي وزوجها في حادثة، أخذت زيمبلر الشركة من سنة 1941، وركزت مرة أخرى على مشاريع التحويل والتصميم. كما صممت أيضا عددا من المباني الجديدة، وشاركت في المعارض بانتظام. حضرت زيمبلر الكثير وكتبت مقالات عن التصميم الداخلي للهندسة المعمارية وتصميم الدوريات وكذلك للصحف من بينها صحيفة لوس أنجلوس تايمز. أصيبت زيمبلر بجلطة وفي عمرها 86، واستمر في العمل حتى أصبح في عمرها 90، وتوفيت في لوس أنجلوس في نوفمبر 1987 عن عمر يناهز ال 95.
كانت زيمبلر عضوة في المعهد الأمريكي لمصممين التصميم الداخلي ورابطة المرأة في الهندسة المعمارية.

## روابط خارجية
- قائمة أعمال ليان زيمبلر في الولايات المتحدة